# オン・テンチョン
オン・テンチョン（Ong Teng Cheong、漢字:王鼎昌、日本語読み：おう・ていしょう、1936年1月22日 - 2002年2月8日）はシンガポールの第5代大統領。

## 人物伝
1936年1月22日、オン・テンチョンはシンガポールで生まれた。幼少期は祖父母と共に暮らしており、祖父から中国の古典的な文章を教わり福建語を習得した。1942年から1945年の日本による占領時期には学校で日本語を学んだ。1961年にオーストラリアのアデレード大学で建築学の学士号を取得し、1964年に一旦帰国して建築会社に就職したが翌年にイギリスのリバプール大学へと進学し、1967年に都市計画の修士号を取得した。同年に帰国して国家開発省の公務員となりシンガポールの都市計画に関わり、1971年に退職して建築会社を設立した。
1960年代後半にジャラン・カユに引っ越してから人民行動党の国会議員と知り合い、政治の道を勧められた。1972年9月、人民行動党の候補としてキム・キート選挙区から立候補し、国会議員に初当選した。1974年後半、建築の道を離れ病弱な弟が亡くなった後に自身の建築会社を手放した。
1975年からチャンギ空港の建設が始まり、オン・テンチョンは新空港のコンセプトやコントロールタワーの設計に関わった。1977年から1981年には文化大臣を務め、1978年にはシンガポール文化財団を設立した。1983年に全国労働組合評議会書記長、1985年に第二副首相、1990年11月に副首相に就任した。
シンガポールでは1991年に憲法が改正され1993年に初の直接選挙による大統領選が開催された。当時、副首相の他に人民行動党委員長、全国労働組合評議会書記長も兼任していたオン・テンチョンは8月4日に立候補を表明し、規定に従って閣僚を辞任し党を脱退した。その後、人民行動党の内部から大統領は投票で選出されるべきだとの意見が出され、元大蔵省高級官僚のチュア・キムユーが立候補してこの2人が大統領選を争うことになった。8月28日に投票が実施され、オン・テンチョンは得票率58.7パーセントを獲得して当選した。1993年9月1日、オン・テンチョンは大統領に就任し1999年まで大統領を務めた。在任中は選挙で選出された初の大統領として、それまで儀礼的な役割を担っていた大統領の権限や役割を整理した。
オン・テンチョンは大統領就任以前の1992年に低悪性度の悪性リンパ腫だと診断されていたのだが、任期満了を翌年に控えた1998年に再発した。彼は1999年7月16日に大統領選に出馬しない旨を公表し、8月31日に大統領を辞任してS・R・ナザンが後任として就任した。2002年2月8日、シンガポールの自宅で死去した。

## エピソード
2003年3月、シンガポール労働研究所は彼の名前をとってオン・テンチョン労働研究所に改名された。
カザフスタン、キルギスタン、中国の国境に位置する天山山脈の山の1つ、カザフスタン南東部にある標高4743メートルの山は彼の名前をとって「オン・テンチョン山」と命名された。この山は2005年7月29日にデイビッド・リムら3人のシンガポール人登山者が初登頂した。デイビッド・リムは1998年5月に登山隊を率いてエベレストに登りシンガポールの登山隊としては初めて登頂に成功した人物なのだが、リムによれば当時彼らの登山隊が大口のスポンサーを獲得できるよう支援したのがオン・テンチョン大統領なのだという。リムはオン・テンチョン大統領の栄誉を称えてこの山に彼の名前を付けようとしたが、登頂時にGPSがオフになっていたことなどが理由で公式には認定されなかった。11年後の2016年8月、オン・テンチョン大統領の下の息子がこの山に登頂してデータを取得し、2017年6月28日に「オン・テンチョン山」はカザフスタン登山・スポーツクライミング連盟によって正式名称として承認された。『ザ・ストレーツ・タイムズ』の記事によれば、オン・テンチョン山はシンガポール人の名前をつけられた最初の山だという。